# Polaroïd Experience
Albums de Youssoupha
NGRTD
(2015) Neptune Terminus
(2021)
Singles
1. Polaroïd experience
Sortie : 4 septembre 2018

Polaroïd Experience est le cinquième album studio du rappeur français Youssoupha, sorti le 28 septembre 2018.

## Conception
Un album qui est inspiré des photos d'enfance au Polaroïd de Youssoupha.

## Analyses et description
Polaroïd Experience retrace son parcours comme rappeur de Kinshasa à Cergy.
L'album comporte 12 titres où il évoque la famille.

## Liste des titres
| No  | Titre                         | Producteur(s) | Durée |
| --- | ----------------------------- | ------------- | ----- |
| 1.  | Polaroid experience           |               | 5:30  |
| 2.  | La cassette                   |               | 1:34  |
| 3.  | Devenir vieux                 |               | 5:02  |
| 4.  | M'en aller                    |               | 3:14  |
| 5.  | Avoir de l'argent             |               | 4:13  |
| 6.  | Les sentiments à l'envers     |               | 3:48  |
| 7.  | Alléluia / 1989               |               | 4:42  |
| 8.  | Par amour                     |               | 3:37  |
| 9.  | Niama na yo                   |               | 2:00  |
| 10. | Devant                        |               | 3:29  |
| 11. | Mourir ensemble               |               | 4:26  |
| 12. | Le jour où j'ai arrêté le rap |               | 4:35  |